# Furkan Deniz
İhsan Furkan Deniz (* 17. Oktober 1995 in Izmir) ist ein türkischer Fußballspieler.

## Karriere
Deniz begann mit dem Vereinsfußball in der Jugend von Altındağ Zaferspor und kam über die Nachwuchsabteilung von İzmir Belediyespor zur Jugend von Altay İzmir. Hier erhielt er im Januar 2014 einen Profivertrag und gehörte fortan neben seinen Einsätzen in den Nachwuchs- und Reservemannschaften auch dem Profikader an. Sein Profidebüt gab er am 26. Januar 2014 in der Drittligabegegnung gegen Eyüpspor.
Mit seinem Verein schaffte er innerhalb zweier Spielzeiten den Aufstieg von der viertklassigen TFF 3. Lig bis in die zweitklassige TFF 1. Lig.

## Erfolge
Mit Altay İzmir
- Play-off-Sieger der TFF 3. Lig und Aufstieg in die TFF 2. Lig: 2016/17
- Meister der TFF 2. Lig und Aufstieg in die TFF 1. Lig: 2017/18